# بروكون
بروكون للتحليل والتصميم الإنشائي (بالإنجليزية: PROKON Structural Analysis and Design)‏، عبارة عن مجموعة من البرامج التجارية الربحية التي تختص بالتصميم والتحليل الإنشائي، تنتج البرنامج شركة بروكون البرمجية الاستشارية ومقرها في جنوب إفريقيا، والتي أسسها المبرمجان كارل آشبرجر وجاك بينار عام 1989م.

## التسمية
اسم الشركة والبرنامج عبارة عن اختصار للتعبير باللغة الأفريقانية "PROgrammatuur KONsultante" وتعني بالعربية استشاريو البرمجة.

## نظرة عامة
تتألف برمجيات بروكون من أكثر من 40 وحدة في المجالات التالية:
- التحليل: يشمل التحليل ثلاثي الأبعاد والتحليل باستخدام نظرية العناصر المحدودة.[2]
- معدن الحديد: تصميم المنشآت المعدنية الحديدية ووصلاتها.[3]
- الخرسانة: تصميم المنشآت الخرسانية والعناصر الخرسانية مسبقة الإجهاد.[4]
- توضيح التفاصيل: يشمل ذلك توضيح تفاصيل الحديد وتوليد حداول الانحناء.
- الخشب: تصميم المنشآت الخشبية.
- حجر البناء: تصميم عناصر غير مسلحة من حجر البناء.
- عام: حساب خصائص المقاطع والعناصر وغيرها من عمليات التحليل.
- حيوتقني: تحليل الاستقرار للمنحدرات والميول.[5]
- نمذجة معلومات المباني.
- تحليل الشبكات.

تتضمن البرمجيات دعمًا كاملًا لشروط (أكواد) التصيمم البريطانية والأوروبية والجنوب إفريقية، ويدعم بعضها شروط (أكواد) التصميم في أمريكا الشمالية وأستراليا ونيوزيلندا ومناطق مختارة في آسيا.

## سير العمل
تملك بروكون نظام سير عملٍ يعمل على إنتاج بيانات بين التصميم والتحليل ورسم التفاصيل، كما يدعم إمكانية تبديل صيغة الملفات مع برمجيات من طرف ثالث: مثل صيغة DXF وDWG أو برامج التحليل الإنشائي من شركة CSI، كما تدعم برمجيات بروكون إمكانية تبادل المعلومات مع برنامج الريفيت.

## الاستخدام
يستخدم البرنامج على نطاق واسعٍ في جنوب إفريقيا.